# Thomas William Glasgow
Thomas William Glasgow (6. června 1876, Tiaro – 4. července 1955, Brisbane) byl australský politik a důstojník australské armády. Během první světové války se stal nejprve velitelem brigády a později celé divize. Po válce byl zvolen do Australského senátu za stát Queensland, jako člen politické strany Nationalist Party, jejímž členem byl od roku 1919 do roku 1931. V roce 1939 se pak stal prvním velvyslancem Austrálie v Kanadě.

## Mládí
Narodil se 6. června 1876 v Tiaro nedaleko Maryboroughu v Queenslandu jako čtvrté dítě farmáře Samuela Glasgowa a jeho ženy Mary, rozené Anderson. Navštěvoval One Mile State School v Gympii a základní školu Maryborough Grammar School. Po škole se stal úředníkem v jedné těžební společnosti. Později byl úředníkem Queensland National Bank v Gympii.

## Búrská válka

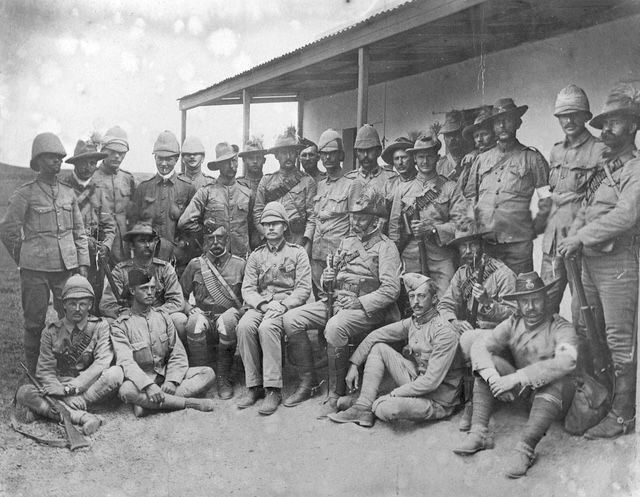
Jižní Afrika – neformální skupina britských a australských důstojníků. Stojící důstojník 6. zprava je poručík T. W. Glasgow.

Vstoupil do Wide Bay Regimentu Queenslandské jízdní pěchoty a stále ještě jako mladík s dalšími 19 muži odjel v roce 1897 do Londýna, aby zde reprezentoval Queensland při příležitosti diamantového jubilea vlády královny Viktorie. Přihlásil se jako dobrovolník pro službu v Jižní Africe a sloužil zde jako poručík 1. queenslandského kontingentu jízdní pěchoty. Zapojil se do pomoci obleženému Kimberley a okupaci Bloemfontein. Dne 16. dubna 1901 byl vyznamenán Řádem za vynikající službu.
Po návratu do Austrálie se stal partnerem svého mladšího bratra Alexandra a následně převzali obchod s potravinami v Gympii. 21. dubna 1904 se pak oženil s Annie Isabel, dcerou Jacoba Stumma. Kariéra prodavače ho unavovala a proto koupil dobytkářskou stanici ve středním Queenslandu.
V roce 1903 zformoval 13. lehký horský regiment v Gympii. V roce 1906 byl povýšen na kapitána a 6. května 1912 do hodnosti majora. Když roku 1914 vypukla válka, byl 19. srpna 1914 přeřazen k Australian Imperial Force s hodností majora k 2. lehkému jízdnímu pluku. 24. září 1914 se vylodil se svou jednotkou v Egyptě, kde proběhl výcvik pluku před jeho zapojením do bojů.

## První světová válka
U Anzac Cove se vylodil 12. května 1915. Během reorganizace obrany údolí Monash plukovníkem Harrym Chauvelem z 1. lehké jízdní brigády byl přiřazen k 3. lehkému jízdnímu pluku na Pope's Hill pod velení plukovníka F. Rowella. Myšlenka byla taková, že štáb zůstane stejný, zatímco lehké jízdní pluky (1., 2. a 3.) budou na pozicích střídat každý týden. Rowell však brzy onemocněl a 8. srpna 1915 zemřel. Následně převzal velení nad touto pozicí. Již 7. srpna 1915 vedl útok na hřeben Mrtvého muže (Dead Man's Ridge) s výhledem na oblast u Gallipoli zvanou "Nek". Po neúspěšném útoku na Nek si uvědomil, že jejich pozice bude pod přímým útokem turecké armády a vydal rozkaz k ústupu. Byl jediným důstojníkem jednotky, který nebyl během operace zraněn. Celkem bylo zabito 200 mužů, z toho 4 důstojníci a 56 poddůstojníků a navíc bylo zraněno 7 důstojníků a 87 poddůstojníků. Následujícího dne byl jmenován velitelem pluku s hodností podplukovníka.
V březnu 1916 byl jmenován velitelem 13. pěší brigády, kterou v září 1916 vedl do bitvy o Mouquet Farm, v červnu 1917 do bitvy u Messines, v září 1917 v bojích o Polygon Wood a v dubnu 1918 v bitvě o Dernacourt, kde se brigáda podílela na zastavení německého postupu. Poté, co se Němcům podařilo v dubnu 1918 obsadit Villers-Bretonneux, dostal rozkaz ke zformování pravého křídla protiútoku, který měl opětovně Villers-Bretonneux osvobodit. Glasgow ale nesouhlasil se začátkem útoku v 8:00 ráno, chtěl zaútočit za svitu měsíce ve 22:30. Nakonec bylo rozhodnuto o zahájení útoku ve 22:00. Uprostřed bitevní vřavy se 13. brigáda ocitla ze tří stran v obklíčení nepřítelem a Němci poslali Glasgowovi zprávu požadující jeho okamžitou kapitulaci. Glasgow jim odpověděl: "Řekněte jim ať jdou do pekla!" (Tell them to go to Hell!). A právě druhá bitva o Villers-Bretonneux, kdy se dvěma brigádám, 13. brigádě pod velením Glagowa a 15. brigádě pod velením Harolda Elliotta, podařilo Villers-Brettoneux znovu získat. Tato akce byla pak generálporučíkem Sirem Johnem Monashem označena za bod zlomu ve válce.
30. června 1918 stanul v čele 1. divize, která po boku britských jednotek bojovala ve Flandrech. 8. srpna 1918 se 1. divize přidala k dalším čtyřem divizím bojujícím na frontě u Sommy, aby se zapojila do bitvy o Amiens, Lithons, Chuignes a také do bitvy o Hindenburgovu linii.

## Politika
Ve federálních volbách v roce 1919 byl Glasgow zvolen do senátu za nacionální stranu (Nationalist Party) a stal se tak senátorem za Queensland. V červnu 1926 si ho premiér Stanley Bruce vybral do svého vládního kabinetu jako ministra domácích věcí a teritorií. V dubnu 1927 byl povýšen a stal se ministrem obrany, kterým byl až do dubna 1929, kdy vláda prohrála volby. Následně byl zvolen předsedou opozice v senátu. V roce 1931 pak prohrál volby a o své senátorské křeslo přišel.

### Velvyslanec Austrálie v Kanadě

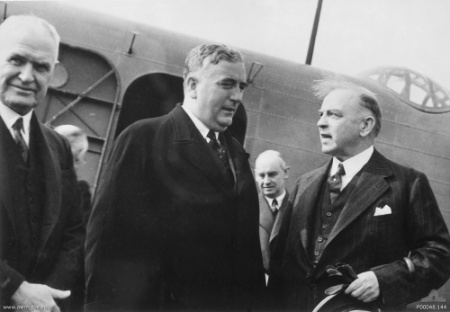
Kanadský premiér William Lyon Mackenzie King (vpravo) vítá v květnu 1941 australského premiéra Roberta Gordona Menziese (uprostřed), kterého doprovází velvyslanec Austrálie v Kanadě gen. maj. Sir Thomas William Glasgow (vlevo). Ottawa, Kanada

Dne 24. prosince 1939 byl jmenován velvyslancem Austrálie v Kanadě. Tím se Kanada stala teprve pátou zemí, kde měla Austrálie diplomatické zastoupení. Zde vybudoval dobré vztahy s kanadským ministerským předsedou Mackenzie Kingem a jeho ministry, ale nepodařilo se mu Kanadu získat pro podporu australských plánů v Pacifiku. Uzavřel však s Kanaďany dohodu o vzájemné pomoci, na jejímž základě Kanada Austrálii poskytla dvě obchodní lodě. V dubnu 1943 a v září 1944 se zúčastnil obou konferencí v Quebecu mezi americkým prezidentem Rooseveltem, britským premiérem Churchillem a kanadským ministerským předsedou Mackenzie Kingem, kde zastupoval zájmy Austrálie.

## Konec života

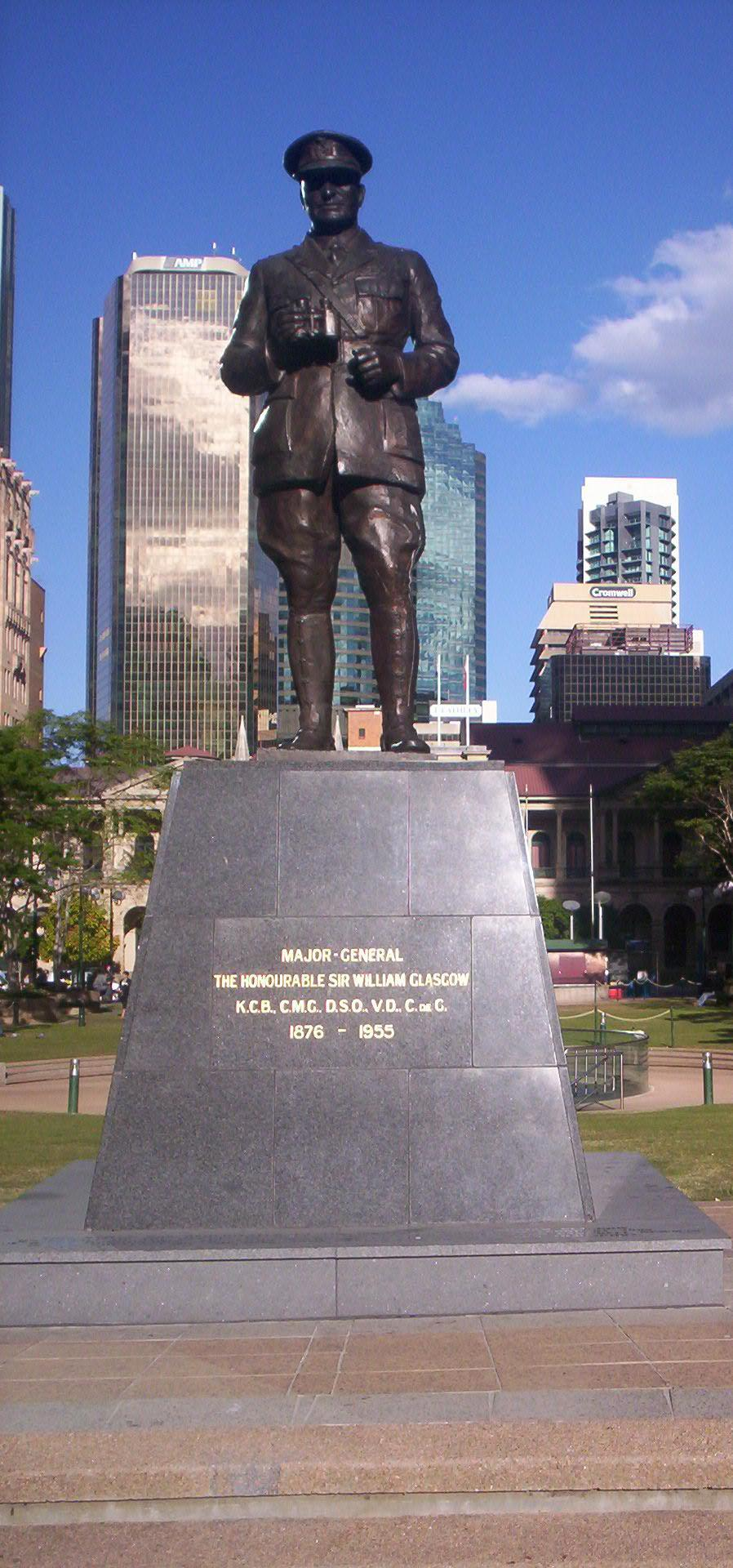
Socha gen.maj. T. W. Glasgowa na Post Office Square v Brisbane.

Do Austrálie se vrátil v roce 1945. Znovu se věnoval svým obchodním záležitostem. Zemřel 4. července 1955 v Brisbane. Přežila ho jeho manželka i dvě dcery. Dostalo se mu pocty státního pohřbu s následnou kremací.

## Vyznamenání
Za svou službu během první světové války se v červnu 1916 stal společníkem Řádu svatého Michala a svatého Jiří (CMG). V prosinci se potom stal společníkem Řádu lázně (CB), kdy byl následně v roce 1919 povýšen do hodnosti rytíře-komandéra (KCB). Obdržel také francouzský Řád čestné legie v hodnosti důstojníka, francouzský Croix de Guerre a belgický Croix de Guerre. Na jeho počest byla v Brisbane v roce 1966 vztyčena bronzová socha, která byla roku 2008 přesunuta na Post Office Square v Brisbane.